# Amosis-Nefertari
Amosis-Nefertari fou reina d'Egipte. El seu nom egipci era Iah-mesu Nefert-ary («nascuda del deu-lluna, la més bella de les dones»).

## Biografia
Era filla de Tao II i Ahhotep I i, per tant, germana d'Amosis I, i s'hi va casar de molt jove.
Fou la gran esposa d'Amon i sacerdotessa d'aquesta deïtat. El rei li va oferir els recursos materials necessaris per crear una nova institució religiosa i econòmica, la de Esposa de déu de la que va ser fundadora i que va esdevenir hereditària durant la dinastia.
Fou la mare de tres fills i quatre filles (almenys):
- Merytamun, la filla gran, que va morir jove,
- Satamun, segona filla, que va morir a la infantesa,
- Sapair, fill gran, mort jove,
- Saamen, segon fill, mort infant,
- Aahotep, tercera filla,
- Amenhotep I, tercer fill i successor,
- Satkames, quarta filla (va morir amb uns 30 anys).

Després de la mort del seu marit va ser regent del regne durant la infantesa d'Amenhotep I i va morir a una edat avançada cap el 1524 a.C., a l'inici del regnat del seu fill Tuthmosis I. La seva tomba es va trobar a Dra Abu al-Naga.

## Representacions
S'han trobat moltes representacions d'Amosis-Nefertari com, setanta escarabeus amb el seu nom, esteles fixes on apareix representada, estatuetes amb la seva cara, molts objectes rituals dedicats a ella i cinquanta escenes pintades a tombes tebanes a les que apareix. Totes aquestes representacions fan pensar que hi havia un autentic culte a la figura d'Amosis-Nefertari, qui va ser considerada la santa patrona de la necròpolis de Tebas.